# Amphistomus tuberosus
Amphistomus tuberosus är en skalbaggsart som beskrevs av Matthews 1974. Amphistomus tuberosus ingår i släktet Amphistomus och familjen bladhorningar. Inga underarter finns listade i Catalogue of Life.